# Breutelia reclinata
Breutelia reclinata är en bladmossart som beskrevs av Brotherus 1920. Breutelia reclinata ingår i släktet gullhårsmossor, och familjen Bartramiaceae. Inga underarter finns listade i Catalogue of Life.